# 兹拉马专区
兹拉马专区（希臘語：Περιφερειακή ενότητα Δράμας）是希腊东马其顿和色雷斯大区的一个专区，首府为兹拉马。专区面积为3,468平方公里，2011年人口数量为98,287人。

## 行政
在2011年卡利克拉提斯改革方案中，希腊所有州份被取消。原兹拉马州作为整体设立为兹拉马专区。兹拉马专区下分为5个市镇（括号内为地图中的数字）：
- 兹拉马（1）
- 佐克萨通（2）
- 下奈夫罗科皮翁（3）
- 帕拉奈斯蒂翁（4）
- 普罗索察尼（5）